# 100 meter för herrar i friidrott vid olympiska sommarspelen 1988
100 meter för herrar vid olympiska sommarspelen 1988 i Seoul avgjordes 23-24 september. 

## Medaljörer
| Gren      | Guld             | Guld      | Silver                            | Silver | Brons              | Brons |
| 100 meter | Carl Lewis · USA | 9,92 (VR) | Linford Christie · Storbritannien | 9,97   | Calvin Smith · USA | 9,99  |

## Resultat
- Q innebär avancemang utifrån placering i heatet.
- q innebär avancemang utifrån total placering.
- DNS innebär att personen inte startade.
- DNF innebär att personen inte fullföljde.
- DQ innebär diskvalificering.
- NR innebär nationellt rekord.
- OR innebär olympiskt rekord.
- WR innebär världsrekord.
- WJR innebär världsrekord för juniorer
- AR innebär världsdelsrekord (area record)
- PB innebär personligt rekord.
- SB innebär säsongsbästa.

### Final
| Placering | Final                  | Tid        | Noteringar                                                                                    |
| --------- | ---------------------- | ---------- | --------------------------------------------------------------------------------------------- |
|           | Carl Lewis (USA)       | 9,92 WR OR | Fick guld och världsrekord då Johnson diskvalificerades till följd av positivt dopingbesked.. |
|           | Linford Christie (GBR) | 9,97       |                                                                                               |
|           | Calvin Smith (USA)     | 9,99       |                                                                                               |
| 4.        | Dennis Mitchell (USA)  | 10,04      |                                                                                               |
| 5.        | Robson da Silva (BRA)  | 10,11      |                                                                                               |
| 6.        | Desai Williams (CAN)   | 10,11      |                                                                                               |
| 7.        | Ray Stewart (JAM)      | 12,26      |                                                                                               |
| DQ        | Ben Johnson (CAN)      | 9,79       | Fråntogs guldmedalj och världsrekord då dopingtestet var positivt.                            |

### Semifinaler
| Placering | Heat 1                 | Tid   |
| --------- | ---------------------- | ----- |
| 1.        | Carl Lewis (USA)       | 9,97  |
| 2.        | Calvin Smith (USA)     | 10.15 |
| 3.        | Ray Stewart (JAM)      | 10.18 |
| 4.        | Desai Williams (CAN)   | 10.24 |
| 5.        | Arnaldo da Silva (BRA) | 10.32 |
| 6.        | Olapade Adeniken (NGR) | 10.33 |
| 7.        | Mardi Lestari (INA)    | 10.39 |
| 8.        | John Myles-Mills (GHA) | 10.43 |

| Placering | Heat 2                 | Tid   |
| --------- | ---------------------- | ----- |
| 1.        | Ben Johnson (CAN)      | 10,03 |
| 2.        | Linford Christie (GBR) | 10.11 |
| 3.        | Dennis Mitchell (USA)  | 10.23 |
| 4.        | Robson da Silva (BRA)  | 10.24 |
| 5.        | Attila Kovács (HUN)    | 10.31 |
| 6.        | Juan Núñez (DOM)       | 10.35 |
| 7.        | Isiaq Adeyanju (NGR)   | 10.60 |
| –         | Vladimir Krilov (URS)  | DNS   |

### Kvartsfinaler
| Placering | Heat 1                   | Tid   |
| --------- | ------------------------ | ----- |
| 1.        | Linford Christie (GBR)   | 10,11 |
| 2.        | Dennis Mitchell (USA)    | 10.13 |
| 3.        | Ben Johnson (CAN)        | 10.17 |
| 4.        | John Mair (JAM)          | 10.41 |
| 5.        | Charles-Louis Seck (SEN) | 10.42 |
| 6.        | Li Tao (CHN)             | 10.53 |
| 7.        | Kennedy Ondiek (KEN)     | 10.57 |
| 8.        | Ousmane Diarra (MLI)     | 10.61 |

| Placering | Heat 2                  | Tid   |
| --------- | ----------------------- | ----- |
| 1.        | Desai Williams (CAN)    | 10,16 |
| 2.        | Arnaldo da Silva (BRA)  | 10.25 |
| 3.        | Vladimir Krilov (URS)   | 10.26 |
| 4.        | Attila Kovács (HUN)     | 10.27 |
| 5.        | Michele Lazazzera (ITA) | 10.50 |
| 6.        | Thierry Lauret (FRA)    | 10.51 |
| 7.        | Zheng Chen (CHN)        | 10.72 |
| 8.        | Chidi Imoh (NGR)        | 11.44 |

| Placering | Heat 3                      | Tid   |
| --------- | --------------------------- | ----- |
| 1.        | Ray Stewart (JAM)           | 10,25 |
| 2.        | Juan Núñez (DOM)            | 10.33 |
| 3.        | Sven Matthes (GDR)          | 10.36 |
| 4.        | Jean-Charles Trouabal (FRA) | 10.41 |
| 5.        | José Javier Arqués (ESP)    | 10.43 |
| 6.        | Amadou M'Baye (SEN)         | 10.45 |
| 7.        | Barrington Williams (GBR)   | 10.55 |
| 8.        | Christian Haas (FRG)        | 10.57 |

| Placering | Heat 4                 | Tid   |
| --------- | ---------------------- | ----- |
| 1.        | Calvin Smith (USA)     | 10,16 |
| 2.        | Olapade Adeniken (NGR) | 10.30 |
| 3.        | Andreas Berger (AUT)   | 10.34 |
| 4.        | Emmanuel Tuffour (GHA) | 10.37 |
| 5.        | Talal Mansour (QAT)    | 10.38 |
| 6.        | Patrick Stevens (BEL)  | 10.50 |
| 7.        | Cheng Hsin-Fu (TPE)    | 10.54 |
| 8.        | György Fetter (HUN)    | 10.55 |

| Placering | Heat 5                      | Tid   |
| --------- | --------------------------- | ----- |
| 1.        | Carl Lewis (USA)            | 9,99  |
| 2.        | Robson da Silva (BRA)       | 10.24 |
| 3.        | Isiaq Adeyanju (NGR)        | 10.32 |
| 4.        | Pierfrancesco Pavoni (ITA)  | 10.33 |
| 5.        | Vitalij Savin (URS)         | 10.36 |
| 6.        | Koji Kurihara (JPN)         | 10.49 |
| 7.        | István Tatár (HUN)          | 10.68 |
| 8.        | Issa Alassane-Ousséni (BEN) | 10.83 |

| Placering | Heat 6                 | Tid   |
| --------- | ---------------------- | ----- |
| 1.        | John Myles-Mills (GHA) | 10,21 |
| 2.        | Mardi Lestari (INA)    | 10.32 |
| 3.        | Max Morinière (FRA)    | 10.37 |
| 4.        | Ezio Madonia (ITA)     | 10.38 |
| 5.        | Peter Wekesa (KEN)     | 10.43 |
| 6.        | Sim Deok-Seop (KOR)    | 10.55 |
| 7.        | Andrew Smith (JAM)     | 10.63 |
| 8.        | Cai Jianming (CHN)     | 10.76 |

### Försöksheat
| Placering | Heat 1                      | Tid   |
| --------- | --------------------------- | ----- |
| 1.        | Robson da Silva (BRA)       | 10,37 |
| 2.        | Ezio Madonia (ITA)          | 10.40 |
| 3.        | Cheng Hsin-Fu (TPE)         | 10.48 |
| 4.        | Thierry Lauret (FRA)        | 10.56 |
| 5.        | Boevi Lawson (TOG)          | 10.59 |
| 6.        | Leung Wing Kwong (HKG)      | 10.82 |
| 7.        | Mohamed Fahd Al-Bishi (KSA) | 10.85 |
| 8.        | Jerry Jeremiah (VAN)        | 10.96 |

| Placering | Heat 2                     | Tid   |
| --------- | -------------------------- | ----- |
| 1.        | Calvin Smith (USA)         | 10,28 |
| 2.        | Attila Kovács (HUN)        | 10.39 |
| 3.        | Mardi Lestari (INA)        | 10.40 |
| 4.        | Andrej Razin (URS)         | 10.58 |
| 5.        | Henri Ndinga (CGO)         | 10.74 |
| 6.        | Fabian Muyaba (ZIM)        | 10.75 |
| 7.        | Moustafa Kamel Salmi (ALG) | 11.08 |
| 8.        | Markus Büchel (LIE)        | 11.21 |

| Placering | Heat 3                   | Tid   |
| --------- | ------------------------ | ----- |
| 1.        | Talal Mansour (QAT)      | 10,42 |
| 2.        | Juan Núñez (DOM)         | 10.47 |
| 3.        | Amadou M'Baye (SEN)      | 10.64 |
| 4.        | Fabian Whymns (BAH)      | 10.70 |
| 5.        | Neville Hodge (ISV)      | 10.73 |
| 6.        | Francis Dove-Edwin (SLE) | 10.89 |
| 7.        | Alexandre Yougbare (BUR) | 10.90 |
| 8.        | Henrico Atkins (BAR)     | 11.01 |

| Placering | Heat 4                     | Tid   |
| --------- | -------------------------- | ----- |
| 1.        | Emmanuel Tuffour (GHA)     | 10,31 |
| 2.        | Koji Kurihara (JPN)        | 10.46 |
| 3.        | Andrew Smith (JAM)         | 10.49 |
| 4.        | Zheng Chen (CHN)           | 10.51 |
| 5.        | István Tatár (HUN)         | 10.52 |
| 6.        | Christian Haas (FRG)       | 10.54 |
| 7.        | John Hou (PNG)             | 10.96 |
| 8.        | Ehab Fuad Ahmed Nagi (YMD) | 11.53 |

| Placering | Heat 5                    | Tid   |
| --------- | ------------------------- | ----- |
| 1.        | Linford Christie (GBR)    | 10,19 |
| 2.        | Max Morinière (FRA)       | 10.34 |
| 3.        | Sven Matthes (GDR)        | 10.35 |
| 4.        | Li Tao (CHN)              | 10.47 |
| 5.        | Samuel Nchinda-Kaya (CMR) | 10.60 |
| 6.        | Lee Shiunn-Long (TPE)     | 10.69 |
| 7.        | Bill Trott (BER)          | 10.69 |
| 8.        | Frank Maziya (SWZ)        | 11.52 |

| Placering | Heat 6                      | Tid   |
| --------- | --------------------------- | ----- |
| 1.        | Chidi Imoh (NGR)            | 10,62 |
| 2.        | Charles-Louis Seck (SEN)    | 10.64 |
| 3.        | Issa Alassane-Ousséni (BEN) | 10.72 |
| 4.        | John Regis (GBR)            | 10.76 |
| 5.        | Mothobi Kharitse (LES)      | 10.97 |
| 6.        | Robert Loua (GUI)           | 11.20 |
| 7.        | Samuel Birch (LBR)          | 11.68 |
| —         | Pedro Agostinho (POR)       | DNF   |

| Placering | Heat 7                     | Tid   |
| --------- | -------------------------- | ----- |
| 1.        | Ray Stewart (JAM)          | 10,22 |
| 2.        | Pierfrancesco Pavoni (ITA) | 10.36 |
| 3.        | Vitalij Savin (URS)        | 10.52 |
| 4.        | György Fetter (HUN)        | 10.54 |
| 5.        | Khaled Ibrahim Jouma (BRN) | 10.80 |
| 6.        | Muhammad Afzal (PAK)       | 10.91 |
| 7.        | Claude Roumain (HAI)       | 11.22 |

| Placering | Heat 8                          | Tid   |
| --------- | ------------------------------- | ----- |
| 1.        | Ben Johnson (CAN)               | 10,37 |
| 2.        | Cai Jianming (CHN)              | 10.55 |
| 3.        | Sim Deok-Seop (KOR)             | 10.56 |
| 4.        | Carlos Moreno (CHI)             | 10.70 |
| 5.        | Abdullah Salem Al-Khalidi (OMA) | 10.90 |
| 6.        | Mohamed Shah Jalal (BAN)        | 10.94 |
| 7.        | Joseph Ssali (UGA)              | 10.95 |
| 8.        | St. Clair Soleyne (ANT)         | 11.17 |

| Placering | Heat 9                  | Tid   |
| --------- | ----------------------- | ----- |
| 1.        | Desai Williams (CAN)    | 10,24 |
| 2.        | Peter Wekesa (KEN)      | 10.50 |
| 3.        | Olapade Adeniken (NGR)  | 10.56 |
| 4.        | Eduardo Nava (MEX)      | 10.68 |
| 5.        | Jailto Bonfim (BRA)     | 10.75 |
| 6.        | Lindel Hodge (IVB)      | 10.79 |
| 7.        | Visut Watanasin (THA)   | 10.88 |
| 8.        | Arménio Fernandes (ANG) | 10.92 |

| Placering | Heat 10                 | Tid   |
| --------- | ----------------------- | ----- |
| 1.        | Vladimir Krilov (URS)   | 10,34 |
| 2.        | Arnaldo da Silva (BRA)  | 10.44 |
| 3.        | Michele Lazazzera (ITA) | 10.47 |
| 4.        | Kennedy Ondiek (KEN)    | 10.51 |
| 5.        | Takahiko Kasahara (JPN) | 10.62 |
| 6.        | Jimmy Flemming (ISV)    | 10.70 |
| 7.        | Jihad Salame (LIB)      | 11.49 |
| 8.        | Gilbert Bessi (MON)     | 11.55 |

| Placering | Heat 11                  | Tid   |
| --------- | ------------------------ | ----- |
| 1.        | Dennis Mitchell (USA)    | 10,37 |
| 2.        | Isiaq Adeyanju (NGR)     | 10.45 |
| 3.        | Ousmane Diarra (MLI)     | 10.53 |
| 4.        | Oliver Daniels (LBR)     | 10.68 |
| 5.        | Luís Cunha (POR)         | 10.80 |
| 6.        | Evaristo Ortíz (DOM)     | 11.01 |
| 7.        | Nguyễn Đình Minh (VIE)   | 11.09 |
| 8.        | Secundino Borabota (GEQ) | 11.52 |

| Placering | Heat 12                   | Tid   |
| --------- | ------------------------- | ----- |
| 1.        | John Myles-Mills (GHA)    | 10,31 |
| 2.        | Andreas Berger (AUT)      | 10.40 |
| 3.        | Barrington Williams (GBR) | 10.51 |
| 4.        | Patrick Stevens (BEL)     | 10.51 |
| 5.        | Enrique Talavera (ESP)    | 10.61 |
| 6.        | Tomohiro Osawa (JPN)      | 10.71 |
| 7.        | Dominique Canti (SMR)     | 11.11 |
| 8.        | Ismail Asif Waheed (MDV)  | 11.49 |

| Placering | Heat 13                     | Tid   |
| --------- | --------------------------- | ----- |
| 1.        | Carl Lewis (USA)            | 10,14 |
| 2.        | Jean-Charles Trouabal (FRA) | 10.39 |
| 3.        | José Javier Arqués (ESP)    | 10.44 |
| 4.        | John Mair (JAM)             | 10.44 |
| 5.        | Harouna Pale (BUR)          | 10.76 |
| 6.        | Peauope Suli (TGA)          | 10.94 |
| 7.        | Maloni Bole (FIJ)           | 11.19 |